# ペン・カーゾン
ペン・アシュトン・カーゾン閣下（英語: Hon. Penn Assheton Curzon、1757年1月31日洗礼 – 1797年9月3日）は、グレートブリテン王国の政治家。小ピット派の一員であり、1784年から1797年まで庶民院議員を務めた。

## 生涯
アシュトン・カーゾン（1794年に初代カーゾン男爵に、1802年に初代カーゾン子爵に叙爵）と1人目の妻エスター（Esther、旧姓ハンマー（Hanmer、1764年7月21日没、ウィリアム・ハンマーの娘）の息子として生まれ、1757年1月31日に洗礼を受けた。1768年よりウェストミンスター・スクールで教育を受けた後、1774年5月17日にオックスフォード大学ブレーズノーズ・カレッジに入学した。
1784年イギリス総選挙で小ピット派の候補としてレンスター選挙区から出馬、308票を得て得票数2位で当選した。議会では1788年から1789年にかけて摂政法案（Regency Bill）で与党に同調して投票したが、演説の記録はなかった。1790年イギリス総選挙では父がリスター家（Lister）と和解してクリセロー選挙区での影響力を取り戻したため、クリセローに鞍替えして無投票で再選した。レスターシャー選挙区からの出馬も狙っていて、1790年にレスターシャー民兵隊（後のレスターシャー・ヨーマンリー）の副隊長（軍階は中佐）に就任したが、同年の総選挙では第7代準男爵サー・トマス・ケイヴが選ばれ、カーゾンは出馬しなかった。1792年にケイヴが死去すると、トマス・バビントンとカーゾンは補欠選挙での出馬に名を上げたが、バビントンが不人気だったためカーゾンがほぼ全会一致で支持され、無投票で当選した。同年に息子が生まれ、カーゾンは有権者への謝意として息子の名前を「レスター」（Leicester）とした。一方、クリセロー選挙区の議席については父が自ら出馬することで維持した。1791年にスコットランドにおける審査法廃止に反対したが、それ以外では1790年以降の議会活動がまばらだった。
1797年9月3日、父に先立って死去した。1820年に父が死去すると息子リチャード・ウィリアム・ペンがカーゾン子爵位を継承した。

## 家族
1787年7月31日、ソフィア・ハウ（1762年2月19日 – 1835年12月3日、初代ハウ伯爵リチャード・ハウの娘、1799年に第2代ハウ女男爵）と結婚、3男1女をもうけた。
- ジョージ・オーガスタス・ウィリアム（1788年5月14日 – 1805年1月6日）[8]
- マリアン（Marianne、1790年8月30日 – 1820年2月18日）[9]
- レスター（Leicester、1792年11月8日 – 1793年2月26日[9]） - 早世[1]
- リチャード・ウィリアム・ペン（1796年12月11日 – 1870年5月12日） - 第2代カーゾン子爵、初代ハウ伯爵、第3代ハウ男爵